# Enigma rosso
Enigma rosso (anglès: Red Rings of Fear, alemany: Orgie des Todes, castellà: Tráfico de menores) és una pel·lícula giallo italiana del 1978 dirigida per Alberto Negrin.

## Argument
Un detectiu investiga l'assassinat d'una adolescent i transforma les seves sospites en tres xicotes de la víctima, que s'anomenen "les Inseparables".

## Producció
Enigma rosso és la tercera entrada d'una sèrie de pel·lícules poc enllaçades anomenada la trilogia Schoolgirls in Peril, una sèrie de pel·lícules basades en les gestes sexuals de les noies joves i la seva reacció davant els adults. El 1974, el públic va començar a cansar-se del gènere giallo i va començar a interessar-se per altres gèneres europeus com els poliziotteschi, thrillers policials urbans influenciats per pel·lícules americanes com Harry el Brut i  French Connection. La segona pel·lícula de Dallamano a la trilogia Schoolgirls in Peril va ser La polizia chiede aiuto, una pel·lícula amb temes similars a la primera pel·lícula Cosa avete fatto a Solange?. A Enigma rosso Dallamano està acreditat com a guionista, i tenia la intenció de dirigir la pel·lícula, però va morir abans que la pel·lícula comencés a produir-se.

## Repartiment
- Fabio Testi: Inspector Di Salvo
- Christine Kaufmann: Christina
- Ivan Desny: Inspector Roccaglio
- Jack Taylor: Parravicino
- Fausta Avelli: Emilia
- Helga Liné: Miss Russo

## Estrena
Enigma rosso es va estrenar a Itàlia el 19 d'agost de 1978.

## Recepció
En una crítica contemporània, Paul Taylor (Monthly Film Bulletin) va donar a la pel·lícula una crítica negativa, anomenant-la "un thriller totalment inútil i incoherent, que amb prou feines sembla haver-se beneficiat de les atencions de no menys de sis guionistes acreditats" i que presentava un "Fabio Testi d'aspecte avorrit, quan no rodava complements gratuïts (escolars a les dutxes; una seqüència d'avortament) des d'angles estúpids, Negrin salpebra el procediment amb primers plans enigmàtics de les reixes del radiador del cotxe, una estàtua de la madona i un ull observador, a més de salts enrere fatals de la festa".